# ConIFAワールドフットボール・カップ
ConIFAワールドフットボール・カップ（英: ConIFA World Football Cup）は、独立サッカー連盟（ConIFA）が主催する、国際サッカー連盟（FIFA）に加盟していないナショナルチームによるサッカーの国際大会である。

## 概要
FIFAはパスポート主義を採用しているため属する国家とアイデンティティが合致しない選手、また政治的事情で主権国家として認められない地域のサッカー協会に属する選手のために独立サッカー連盟が主催するサッカー世界大会である。

### 各大会の概要
第1回は2014年にサーミ（英名：ラップランド）地方のエステルスンドで開催された。
第2回は2016年にアブハジアでの開催となったが、同地域はロシア連邦の支援を受けた「アブハジア共和国」が実効統治を行う一方、ロシア以外の大半の国家は同地域をジョージア共和国（グルジア）の一部であるアブハジア自治共和国と見なしているため、一部のチームは所在地域政府からの渡航自粛要請に従い参加を辞退した。大会自体は代替チームの出場により予定通り開催され、首都のスフミで行われた決勝では地元のアブハジア代表が初優勝を飾った。
第3回は2018年にソマリア（南西ソマリア地域）のブラバ（バラワ）での開催と発表されたが、ホスト役のバラワ・フットボールチームはソマリア内戦により国外に逃れたソマリア人難民のチームで、実際の試合はイギリスのロンドンで行われた。優勝はカルパチア代表(en:Kárpátalja football team)となった。
第4回は2020年に開催予定で、当初はソマリランドでの開催が発表され、その後に北マケドニアに変更されたが、2020年3月に新型コロナウイルスの世界的流行に伴い中止が発表された。
第5回は2024年にイラク国内のクルディスタン（クルド人地域）で開催されることが発表された。

## 結果
| 回 | 開催年 | 開催地     |              | 決勝戦                 | 決勝戦           | 決勝戦         |                  | 3位決定戦          | 3位決定戦 | 3位決定戦  |  | 出場 国数 |
| 回 | 開催年 | 開催地     | 優勝         | 結果                   | 準優勝           | 3位            | 結果             | 4位                |           |            |  | 出場 国数 |
| -- | ------ | ---------- | ------------ | ---------------------- | ---------------- | -------------- | ---------------- | ------------------ | --------- | ---------- |  | --------- |
| 1  | 2014年 | サーミ     |              | カウンテア・デ・ニッサ | 0 - 0 (PK 5 - 3) | エラン・バニン |                  | アラメア・スルヨエ | 4 - 1     | 南オセチア |  | 12        |
| 2  | 2016年 | アブハジア | アブハジア   | 1 - 1 (PK 6 - 5)       | パンジャーブ     | 北キプロス     | 2 - 0            | パダーニャ         | 12        |            |  |           |
| 3  | 2018年 | ブラバ     | カルパティア | 0 - 0 (PK 3 - 2)       | 北キプロス       | パダーニャ     | 0 - 0 (PK 5 - 4) | セーケイランド     | 16        |            |  |           |

## 統計・記録

### 優勝回数
| 回数 | 国・地域名             | 年   |
| ---- | ---------------------- | ---- |
| 1回  | カウンテア・デ・ニッサ | 2014 |
| 1回  | アブハジア             | 2016 |
| 1回  | カルパティア           | 2018 |